# Andrea Barócsi
Andrea Barócsi (* 18. August 1975) ist eine ehemalige ungarische Kanutin. Zwischen 1997 und 1999 konnte sie in den Bootsklassen K2 und K4 bei Welt- und Europameisterschaften Medaillen mit dem ungarischen Team gewinnen. Heute ist sie als Trainerin an der Zentralen Sporthochschule Ungarns, dem KSI aktiv.